# Кириллов Олександр В'ячеславович
Олександр В'ячеславович Кириллов (рос. Александр Вячеславович Кириллов; 17 травня 1989, м. Магнітогорськ, СРСР) — російський хокеїст, нападник. Виступає за «Мечел» (Челябінськ) у Вищій хокейній лізі.
Вихованець хокейної школи «Металург» (Магнітогорськ). Виступав за «Металург-2» (Магнітогорськ), МХК «Спартак», «Крила Рад» (Москва). 